# Seravezza
Seravezza je italské město v Toskánsku v provincii Lucca, 7 km od pobřeží Ligurského moře. Nachází se v nížinné oblasti Versilia v blízkosti Apuánských Alp na soutoku řek Serra a Vezza. Patronem města je svatý Vavřinec, jehož svátek se každoročně 10. srpna slaví.